# Focomelia
A focomelia é uma anomalia congênita que impede a formação normal de braços e pernas. Caracteriza-se pela aproximação ou encurtamento dos membros do feto, tornando-os semelhantes aos de uma foca. Por vezes os ossos longos estão ausentes e mãos e pés rudimentares se prendem ao tronco por ossos pequenos e de forma irregular.
Foi comum no final da década de 1950 e início da década de 1960 pelo uso da talidomida por um grande número de mães.
Não raro em vez da falta de membros ocorrem outras anomalias e os fetos podem chegar a ter dedos a mais (polidactilia), ausência de membros (amelia) ou outros membros (dismelia). Pode ser completa, quando a mão se implanta diretamente no tronco. Representa 0,8% dos defeitos congênitos do membro superior. 
A focomelia é normalmente rara em humanos, sendo conseqüência natural de síndromes (síndrome de Holt-Oram, em que afeta um em cada 100.000 nascidos) ou da administração de drogas teratogênicas durante a gravidez (como a talidomida, proscrita do meio médico em 1961).

## Referência
- MOORE, K. L., PERSAUD, T. V. N. Embriologia Clínica. Ed. Elsevier, Rio de Janeiro. 7ª edição, 2003.